# Петрівська сільська рада (Старобешівський район)
| Петрівська сільська рада — колишній орган місцевого самоврядування у Старобешівському районі Донецької області з адміністративним центром у c. Петрівське. Сільській раді підпорядковані населені пункти: - c. Петрівське - с-ще Зернове - с-ще Кипуча Криниця - с. Підгірне - с-ще Родникове |

## Склад ради
Рада складається з 16 депутатів та голови.

## Керівний склад сільської ради
| ПІБ                      | Основні відомості                                                         | Дата обрання | Дата звільнення |
| ------------------------ | ------------------------------------------------------------------------- | ------------ | --------------- |
| Попова Алла Михайлівна   | Сільський голова, 1948 року народження, освіта, позапартійна              | 26.03.2006   | 31.10.2010      |
| Юр'єв Митрофан Лазарович | Сільський голова, 1951 року народження, освіта вища, член Партії регіонів | 31.10.2010   |                 |

Примітка: таблиця складена за даними джерела